# Rugby a 15 nel 1911

## Attività internazionale

### Tornei per nazioni
|  | Cinque Nazioni | Galles |

## I Barbarians
- I Barbarians hanno giocato i seguenti incontri:

| Penarth 14 aprile 1911 | Penarth RFC | 6 – 13 | Barbarians |  |

| Cardiff 15 aprile 1911 | Cardiff RFC | 15 – 8 | Barbarians | Arms Park |

| Swansea 17 aprile 1911 | Swansea RFC | 18 – 8 | Barbarians | (Saint Helen's) |

| Cheltenham 18 aprile 1911 | Cheltenham | 3 – 8 | Barbarians |  |

| Cardiff 26 dicembre 1911 | Cardiff RFC | 19 – 0 | Barbarians | Arms Park |

| Newport 27 dicembre 1911 | Newport RFC | 15 – 6 | Barbarians | (Rodney Parade) |

| Leicester 28 dicembre 1911 | Leicester Tigers | 13 – 6 | Barbarians | (Welford Road) |

## Campionati nazionali
| Francia              | Campionato              | Stade bordelais             |
| Inghilterra          | Campionato delle contee | Devon                       |
| Nuovo Galles del Sud | Shute Shield            | Newtown                     |
| Nuova Zelanda        | Ranfurly Shield         | Auckland detentore dal 1905 |